# 비에노 유시 숙셀라이넨
비에노 유시 숙셀라이넨(핀란드어: Vieno Jussi Sukselainen: 1906년 10월 12일 – 1995년 4월 6일)은 핀란드의 정치인이다. 의회의장을 4회, 총리를 2회 역임했다.